# Luke Kuechly
(en) Statistiques sur pro-football-reference
Luke Kuechly (né le 20 avril 1991 à Cincinnati) est un ancien joueur américain de football américain évoluant au poste de linebacker.

## Biographie
Kuechly étudie à la St. Xavier High School de Cincinnati. Lors de sa dernière année lycéenne, en 2008, il fait 130 tacles, un sack, trois fumbles récupérés et une interception, jouant alors comme safety.

### Carrière universitaire
Il arrive en 2009 au Boston College où il profite du forfait de Mark Herzlich atteint d'une forme de cancer rare, pour prendre sa place. Pour sa première saison, il domine le classement des tacles des Eagles avec 158 tacles. Il est nommé rookie défensif de la conférence ACC 2009. Lors du Emerald Bowl, il est nommé MVP défensif après avoir fait seize tacles lors de ce match.
En 2010, il continue sa bonne lancée avec 183 tacles. Il est nommé dans l'équipe All-America unanime 2010, devenant le premier joueur des Eagles à réaliser ce fait depuis 1998 et Mike Cloud. La saison suivante, il tacle à 191 reprises et est nommé une seconde fois dans l'équipe All-America et remporte le Dick Butkus Award, le Lombardi Award et le Bronko Nagurski Trophy.

### Carrière professionnelle
Le 6 janvier 2012, Kuechly annonce son souhait de ne pas jouer sa dernière année au Boston College, pour entrer dans le draft de la NFL 2012. Il est sélectionné au premier tour du Draft 2012 de la NFL par les Panthers de la Caroline au neuvième choix.
Pour sa première saison, il a un fort impact dans l'amélioration du jeu défensif des Panthers, et termine premier de toute la NFL au nombre total de tackles, avec 164, une prouesse pour un rookie. Ayant en plus réalisé 8 passes détournées, 1 sack, 2 interceptions et 2 fumbles recouverts, il est désigné Rookie défensif de l'année par l'Associated Press.
Le 14 janvier 2020, Kuechly annonce dans une vidéo postée sur le compte Twitter des Panthers de la Caroline qu'il arrête sa carrière professionnelle.

## Palmarès

### Universitaire
- All-American 2009
- Rookie défensif de la conférence ACC 2009
- MVP défensif de l'Emerald Bowl 2009
- Équipe All-America 2010 et 2011
- MVP défensif du Kraft Fight Hunger Bowl 2011
- Joueur défensif de la conférence ACC 2011
- Vainqueur du Dick Butkus Award 2011
- Vainqueur du Lombardi Award 2011
- Vainqueur du Bronko Nagurski Trophy 2011

### Professionnel
- Pro Bowl : 2013
- Joueur défensif de l'année : 2013
- Leader NFL en nombre de tackles combinés : 2012 (164)
- Rookie défensif de l'année : 2012

## Statistiques
| Année | Équipe   | MJ |       | Plaquages | Plaquages | Plaquages | Plaquages |       | Interceptions | Interceptions | Interceptions | Interceptions |  | Fumbles | Fumbles |
| Année | Équipe   | MJ | Total | Seul      | Ast.      | Sacks     | Nb.       | Yards | Déf.          | TD            | Nb.           | Rec.          |  |         |         |
| 2012  | Panthers | 16 | 165   | 103       | 62        | 1         | 2         | 22    | 7             | 0             | 0             | 3             |  |         |         |
| 2013  | Panthers | 16 | 166   | 96        | 70        | 2         | 4         | 33    | 7             | 0             | 0             | 0             |  |         |         |
| 2014  | Panthers | 16 | 171   | 107       | 64        | 3         | 1         | 0     | 12            | 0             | 1             | 1             |  |         |         |
| 2015  | Panthers | 13 | 118   | 76        | 42        | 1         | 4         | 48    | 10            | 1             | 2             | 1             |  |         |         |
| 2016  | Panthers | 10 | 102   | 71        | 31        | 2         | 1         | 16    | 6             | 0             | 1             | 0             |  |         |         |
| 2017  | Panthers | 15 | 125   | 74        | 51        | 1,5       | 3         | 23    | 6             | 0             | 1             | 3             |  |         |         |
| 2018  | Panthers | 16 | 130   | 93        | 37        | 2         | 1         | 0     | 6             | 0             | 2             | 1             |  |         |         |